# Драчиловский, Анатолий Иванович
Анатолий Иванович Драчиловский (3 ноября 1972, Гродно) — советский и белорусский футболист, защитник и полузащитник.

## Биография
Воспитанник гродненской СДЮШОР № 6, первый тренер — Станислав Иванович Уласевич. Вызывался в юношеские сборные Белорусской ССР и СССР вместе со своим ровесником и земляком Сергеем Гуренко. С 1988 года тренировался с основной командой гродненского «Химика». В официальных матчах дебютировал в составе «Химика» 29 апреля 1990 года в матче второй лиги СССР с ворошиловградской «Зарёй», заменив Валерия Логинова. Всего до распада СССР сыграл 27 матчей за гродненский клуб.
В начале 1990-х годов на некоторое время потерял место в основе «Химика», в это время играл в первенстве Белорусской ССР за «Верас» (Гродно), во второй лиге Беларуси за «Деревообработчик» (Мосты), во второй и первой лигах за «Кардан Флайерс» (Гродно).
В ходе сезона 1993/94 вернулся в главный гродненский клуб, переименованный к тому времени в «Неман». Провёл в его составе в высшей лиге Беларуси 130 матчей, забив 7 голов, также сыграл 9 матчей в Кубке страны. В 1999 году был капитаном «Немана». Однако по окончании сезона 1999 года в 27-летнем возрасте завершил профессиональную карьеру.
Окончил Гродненский государственный университет. Выступал в высшей лиге Беларуси по мини-футболу за команду университета.